# Classe Katori
Cet article concerne la classe de croiseurs légers de la Seconde Guerre mondiale. Pour la classe de Pré-Dreadnought du même nom, voir classe Kashima.
La classe Katori fut une classe de croiseurs légers de la Marine impériale japonaise construite conjointement au chantier naval Mitsubishi Heavy Industries de Yokohama.
Au cours de la guerre du Pacifique ils ont servi comme navire-amiral ou comme navire de commandement de sous-marins ou de flottilles d'escorte.

## Conception
Cette classe de croiseur léger a été initialement prévue dans le budget supplémentaire de la marine de 1937-39 pour devenir des navires de formation.
Au cours de la guerre du Pacifique ils ont servi comme navire-amiral ou comme navire de commandement de sous-marins ou de flottilles d'escorte.
Leur armement a été amélioré par un supplément de canons antiaériens et par des grenades anti-sous-marine.

## Les unités de la classe
| Nom     | Lancement         | Armement        | Chantier naval                               | Fin de carrière                               | Photo |
| ------- | ----------------- | --------------- | -------------------------------------------- | --------------------------------------------- | ----- |
| Katori  | 17 juin 1939      | 20 avril 1940   | Mitsubishi Heavy Industries à Yokohama Japon | coulé le 19 février 1944 rayé le 31 mars 1944 |       |
| Kashima | 25 septembre 1939 | 31 mai 1940     | Mitsubishi Heavy Industries à Yokohama Japon | rayé le 15 octobre 1945 détruit en 1947       |       |
| Kashii  | 15 octobre 1940   | 15 juillet 1941 | Mitsubishi Heavy Industries à Yokohama Japon | coulé le 12 janvier 1945 rayé le 20 mars 1945 |       |

## Histoire
Trois unités de cette classe ont été construites sur les quatre originellement prévues. La dernière, le Kashiwara n'a pas été terminé.
Les trois unités de cette classe ont participé à de nombreuses actions pendant la Seconde Guerre mondiale et seul le Kashima survécut à la guerre.
Katori :
Dès son lancement il fut affecté à la 6e Flotte, responsable des opérations sous-marines et basé à l'atoll Kwajalein dans les îles Marshall.
Le 1er février 1942 il a été attaqué par les bombardiers torpilleurs du porte-avion USS Enterprise et fut endommagé. Il subit des réparations au port de Yokosuka.
Au cours de l'opération Hailstone sur Truk des 17-18 février 1944, il a été coulé par un obus de 16 pouces (410 mm) du cuirassé USS Iowa. Aucun survivant n'a été récupéré et le navire fut rayé des listes le 31 mars 1944.
Kashima :
En décembre 1941 il devient le navire-amiral de la 4e Flotte basée à Truk. Puis il sert à divers débarquements de troupes japonaises à Rabaul, Kavieng Tulagi et Port Moresby.
En fin 1943 il rejoint la division de formation à Kure. Mis en cale-sèche il est modifié pour servir dans la lutte anti-sous-marine en 1944. Il est rayé du service le 5 octobre 1945. Utilisé après comme transport de rapatriement il sera démoli en 1947.
Kashii :
Il est d'abord affecté à l'invasion de la Thaïlande puis de la Malaisie en 1941. En 1942 il participe à l'invasion de Sumatra et de la Birmanie.
En 1943, il devient transporteur de troupes, puis il est modifié en 1944 pour la lutte anti-sous-marine. Le 12 janvier 1945 il est attaqué par l'aviation de l'US Navy et coulé par une torpille. Seuls 19 membres d'équipage sur 621 seront sauvés.

## Sources
- (en) Cet article est partiellement ou en totalité issu de l’article de Wikipédia en anglais intitulé « Katori-class cruiser » (voir la liste des auteurs).